# Vivek (Schiff)
Die Vivek (38) war ein Hochseepatrouillenboot (Offshore Patrol Vessel) der Vikram-Klasse der indischen Küstenwache, das von 1989 bis 2010 in Dienst stand.

## Allgemeines
Das bei seinem Bau drei Milliarden Indische Rupien kostende Schiff, diente dem Kampf gegen Schmuggel, Umweltverschmutzung und Rettung von Schiffbrüchigen.
Am 20. März 2010 wurde die Vivek wegen Reparaturarbeiten zum Hafen Port Trust von Mumbai gebracht und sollte diesen am 31. März wieder verlassen. Jedoch am 23. März 2010 wurde sie von dem panamaischen Frachtschiff MV Global Purity gerammt und sank. 